# نیسان نوت
نیسان نوت (Nissan Note) یک خودروی هاچبک است که در سه نسل از سال ۲۰۰۴ تا کنون تولید گردیده است.
این خودرو در کلاس مینی ام‌پی‌وی قرار گرفته، طراحی آن خودروهای موتور جلو-محور جلو بوده طول آن در حالت طبیعی ۴٬۰۸۳ میلیمتر (۱۶۰٫۷ اینچ) و عرض آن در حالت طبیعی ۱٬۶۹۱ میلیمتر (۶۶٫۶ اینچ) و وزن آن در حالت طبیعی ۱٬۰۵۲ کیلوگرم (۲٬۳۱۹ پوند) است. سیستم جعبه‌دندهٔ آن ۴ دنده به دو صورت خودکار و دستی است.

## نگارخانه

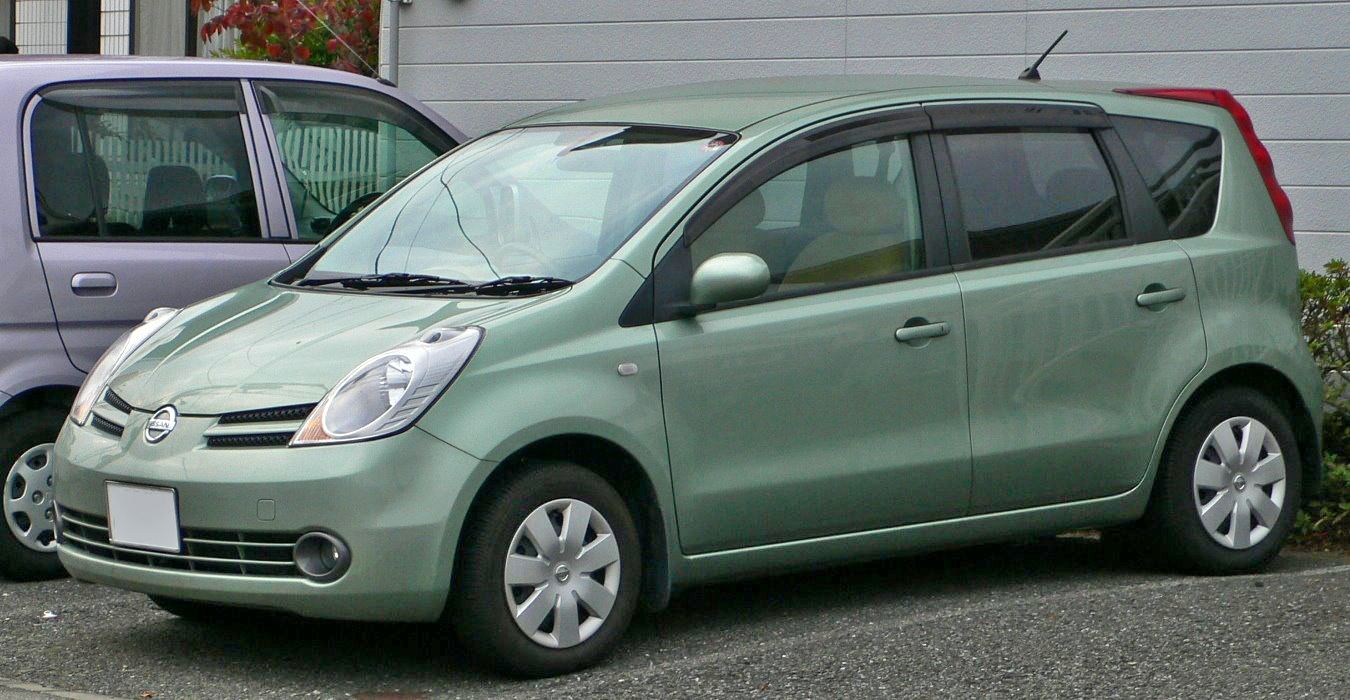
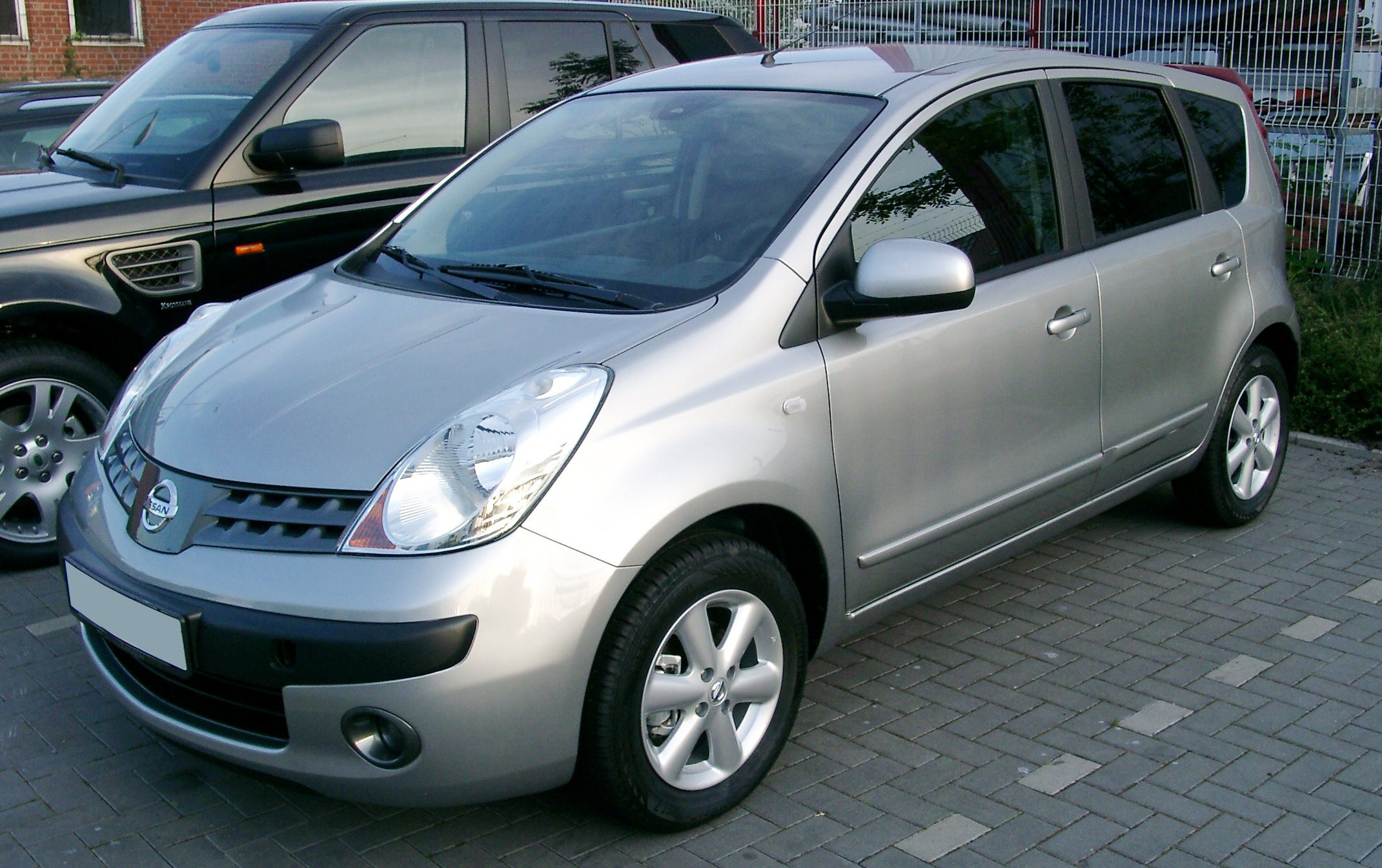
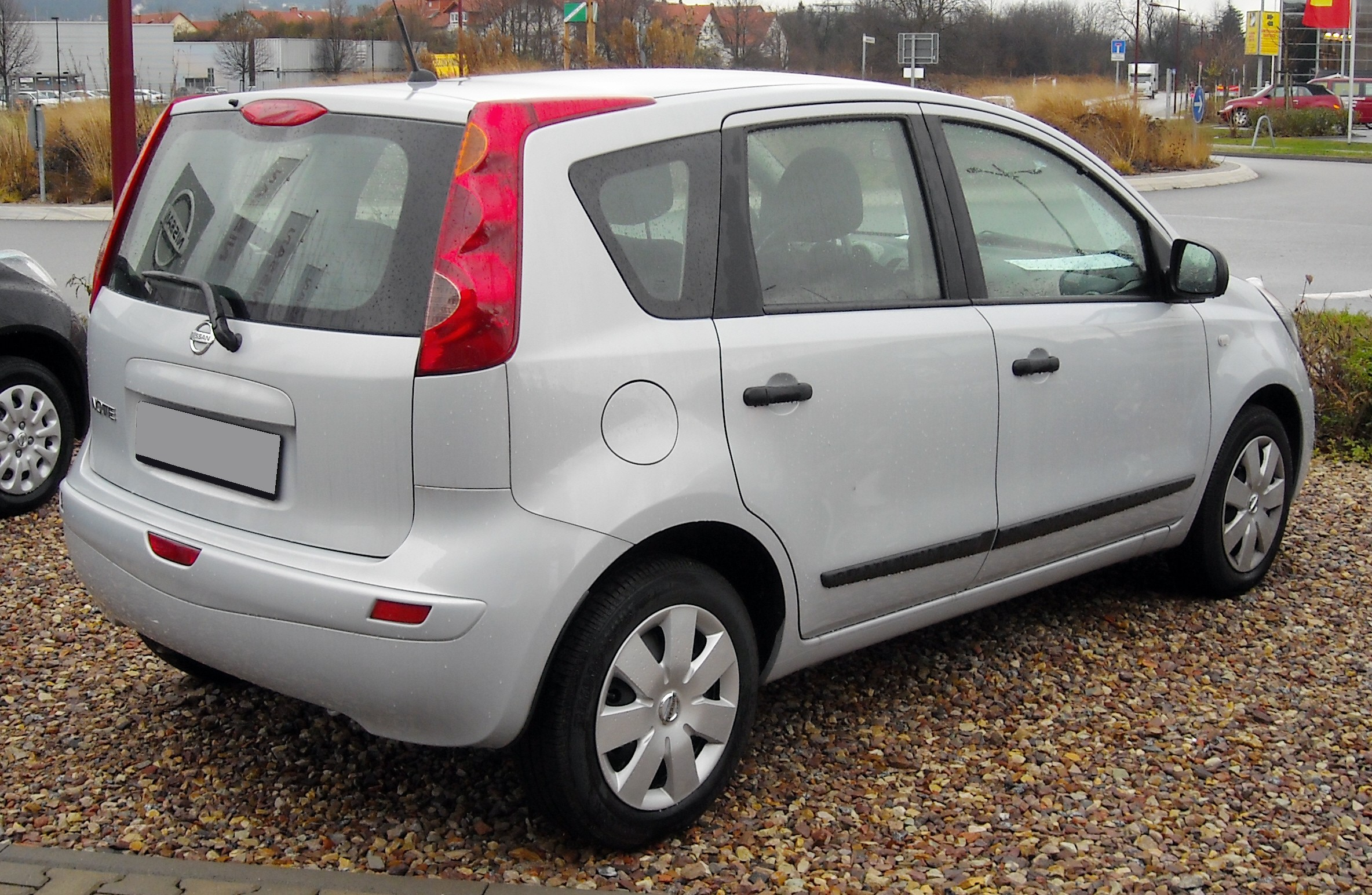
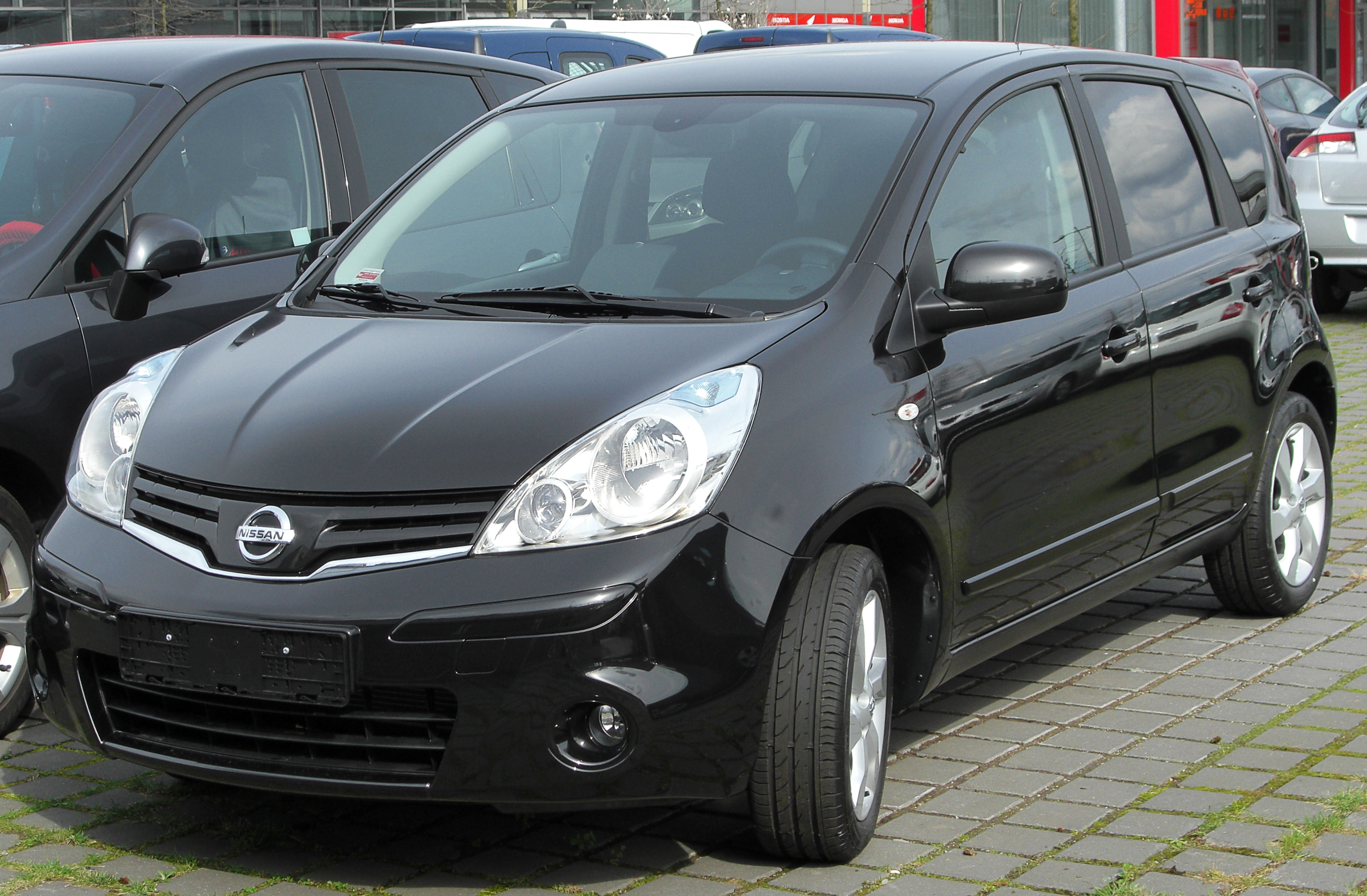